# وحدة بنائية
في كيمياء البوليمرات هي وحدة بناء سلسلة المبلمر. وهي بقايا للمواحيد التي حدثت لها كوثرة. وبالعكس فإن الوحدات المتكررة، والتي تمثل أقصر تتابع يمكن أن يوجد بصورة متكررة في المكثور (البوليمر). وهذا التفريق هام للغاية عند حساب الوزن الجزيئي للمكثور.
وبالنظر للمثال القادم: البولي إيثيلين تيرفيثالات. الموحود المستخدم لتصنيع المبلمر هو الإيثيلين غليكول، وحمض التيرفيثاليك.
HO-CH2-CH2-OH
و
HOOC-Ph-COOH
بينما في المكثور، هناك وحدتان بنائيتان:
-CH2-CH2-O-
و
-CO-PH-CO-
وتكون الوحدات المتكررة كالتالي:
-CH2-CH2-O-CO-Ph-CO-O-
CH2-CH2-O-CO-Ph-CO-O
CH2-CH2-O-CO-Ph-CO-O